# Stanisław Michałek
Stanisław Michałek (ur. 20 maja 1925 w Krakowie, zm. 19 czerwca 1997 w Opolu) – polski dyrygent i kompozytor.

## Życiorys
Studiował w Państwowej Wyższej Szkole Muzycznej w Krakowie dyrygenturę pod kierunkiem Waleriana Bierdiajewa oraz kompozycję u Artura Malawskiego.
Po studiach przeprowadził się do Wrocławia gdzie obejął stanowisko dyrygenta Orkiestry Symfonicznej Rozgłośni PR we Wrocławiu. W roku 1959 objął stanowisko pierwszego dyrygenta Państwowej Orkiestry Symfonicznej w Opolu.